# Абърдийн (област)
Вижте пояснителната страница за други значения на Абърдийн.
Област Абърдийн (на английски: City of Aberdeen, на шотландски Mòr-bhaile Obar Dheathain) е една от 32-те области в Шотландия. Тя включва в състава си град Абърдийн и прилежащите му територии. Граничи с област Абърдийншър.